# 19577 Боббіфішер
19577 Боббіфішер (19577 Bobbyfisher) — астероїд головного поясу, відкритий 9 червня 1999 року.
Тіссеранів параметр щодо Юпітера — 3,629.